# Respekt
Respekt is een Tsjechisch weekblad dat wordt gepubliceerd in Praag en rapporteert over actualiteiten met betrekking tot politiek, economie, wetenschap en cultuur. Het weekblad is opgericht na de Fluwelen Revolutie in 1989 door een groep samizdat-journalisten en diende als de opvolger van een ondergrondse krant genaamd Informačni servis (Nederlands: Informatieservice). Respekt was hiermee een van de eerste onafhankelijke tijdschriften in Tsjechië. Medio jaren negentig had het tijdschrift een oplage van honderdduizend kopieën.

## Visuele stijl
Respekt wordt gedrukt in zwart-wit op A3-formaat in 24 of 32 pagina's en lijkt hiermee meer op een reguliere krant dan op een tijdschrift. Alleen de cover wordt in kleur afgedrukt, waarop frequent een satirische of spottende illustratie staat, getekend door Tsjechisch illustrator Pavel Reisenauer. In 2006, onder invloed van toenmalig eigenaar en ondernemer Zdeněk Bakala, was er tijdelijk sprake van plannen om Respekt in kleur uit te gaan brengen en ook het aantal pagina's te gaan vergroten. Deze wijzigingen werden aangekondigd om jongere lezers te trekken. De geplande veranderingen hebben geen doorgang gekregen doordat de redacteuren collectief ontslag namen om hun onvrede over de wijzigingen kenbaar te maken.